# دهستان ارزیل
دهستان ارزیل یکی از دهستان‌های استان آذربایجان شرقی است که در بخش خاروانا شهرستان ورزقان واقع شده‌است.